# ونوغة
بلدة ونوغة بلدة جزائرية وتصنف كإحدى بلديات دولة الجزائر وتقع بلدية ونوغة في الجهة الجنوبية من سلسلة جبال الحضنة، وهي عبارة عن منطقة متضرسة شديدة الانحدارات، حيث يتراوح ارتفاعها ما بين 700م و1200م على مستوى سطح البحر.

## الموقع الإداري
تقع بلدية ونوغة في الجهة الشمالية الغربية لولاية المسيلة، وهي إحدى بلديات دائرة حمام الضلعة وهي محدودة كما يلي:

## من تاريخ بلدية ونوغة
بلدية ونوغة هي إحدى بلديات ولاية المسيلة تقع في الشمال الغربي للولاية على مسافة 50 كلم من مقر الولاية، أنشأت في سنة 1957 م، حولت عدة تحولات إدارية كان آخرها 1985 م، ضمت إلى دائرة حمام الضلعة.

## مساحتها
مساحتها تقدر بـ 16595 هكتارا، طابع أراضيها غابي، فلاحي ورعوي يقطنها حاليا ما يقارب الـ14397 نسمة. يعتمد سكانها غالبا في معيشتهم على الهجرة اليومية إلى مقر الولاية، والولايات الأخرى بصفة أقل للعمل هناك، باعتبار أن البلدية لمؤسسات صناعية، ويعتمد جزء ثان من السكان على النشاطات التجارية والحرفية بدرجة أقل ثم الفلاحة الموسمية بدرجة ثالثة وقطاع الإدارة والخدمات في الأخير.

## طبيعتها

### التضاريس
تنقسم بلدية ونوغة من تضاريسها إلى قسمين أساسيين:
- القسم الأول: يمثل المنطقة الجبلية التي يبلغ علوها في بعض الأجزاء 1200 م فوق مستوى سطح البحر وهي عبارة عن مناطق صخرية شديدة الانحدار.
- القسم الثاني: وهو عبارة عن منطقة هضبية تتميز بأجواف صعبة وتتخللها الأودية والأخاديد.

وبصفة عامة فإن تضاريس المنطقة جد معقدة ومتفاوتة الانحدارات وهو ما يقف كعائق أمام التوسع العمراني لمركزها.

## المناخ

### درجات الحرارة
تتميز بلدية ونوغة بمناخ قاري يؤثر فيه المناخ الصحراوي والارتفاع بحكم وقوع المنطقة في جنوب سلسلة جبلية، وهو ما يجعل المناخ يتميز بالبرودة الشديدة شتاء والحرارة والجفاف صيفا وهو ما يعبر عليه متوسط درجات الحرارة السنوية المقدر بـ 17°م أو معدل درجة الحرارة القصوى، فيبلغ 30°م في شهر جويلية ومعدل الحرارة الدنيا الذي يبلغ 7.5°م في شهر جانفي الذي يمثل أبرد الشهور، هذا فضلا على أن درجة الحرارة تتفاوت ليلا ونهارا حيث تنخفض ليلا تحت 0°م في فصل الشتاء.

### الأمطار
تعتبر بلدية ونوغة من المناطق التي تتميز بالأمطار الانهيارية والتي تؤدي إلى انجراف التربة وتشكيل الأودية والشعاب وهو ما يميز المنطقة، ويتراوح معدل التساقط السنوي بين 300 مم موزعة على 35 يوما في السنة، كما تتميز المنطقة بتساقط الثلوج في بعض الأحيان خاصة في المنطقة الجبلية بالإضافة إلى تكوين الجليد نظرا إلى تفاوت درجة الحرارة بين الليل والنهار.
شهر جويلية هو الشهر الأكثر جفافا بـ 7 مم فقط، فيما يسجل شهر نوفمبر أكثر معدل للتساقط.

### الرياح
تسود بلدية ونوغة الرياح الغربية والشمالية في فصل الشتاء وتكون محملة بالأمطار والثلوج نتيجة مصدرها، أما النوع الثاني من الرياح السائدة هي الرياح الجنوبية الغربية. وكذلك رياح السيروكو في فصل الصيف وتكون محملة بالغبار وحارة.

## المعطيات الجيولوجية
إن منطقة ونوغة ذات تركيبة جيولوجية متجانسة تقريبا يعود تكوينها إلى الزمن الجيولوجي الثالث وبالضبط إلى عصر الميوسين بالإضافة إلى تركيبات (رسوبات) الزمن الرابع حديث النشأة.
- تكوينات الزمن الجيولوجي الثالث:

وتنحصر تكوينات هذا الزمن في المنطقة على رسوبيات عصر الميوسين التي نجدها في شكلين:
1. المارن الرمادي والذي يمثل موقع البلدية.
2. تكوينات الحجر الكلسي الدقيقة المتناوبة مع المارن في بعض الأجزاء ونجدها في الحوض الجنوبي وفي قمم الحوض الشمالي.

- تكوينات الزمن الرابع:

وهي عبارة عن رسوبيات لا يتعدى عمرها المليون سنة حسب الجدول الرسوبي للزمن الجيولوجي وتمثل لمنطقة الدراسة رسوبات طينية رملية يعود أصلها إلى التركيب المارني لعصر الميوسيني.